# Arabellata
Arabellata is een geslacht van spinnen uit de  familie van de Clubionidae (struikzakspinnen).

## Soorten
- Arabellata nimispalpata Baert, Versteirt & Jocqué, 2010
- Arabellata terebrata Baert, Versteirt & Jocqué, 2010